# Rocky Point (Nouvelle-Galles du Sud)
Rocky Point est une banlieue de la région de la côte centrale de Nouvelle-Galles du Sud, en Australie. 

## Géographie
Elle fait partie des zones de gouvernement local du Conseil de la côte centrale de la Nouvelle-Galles du Sud. Elle se trouve à environ 68 km de la capitale, Sydney, et a une superficie de 0,127 km2. Rocky Point a une population enregistrée de 262 habitants en 2021, et se trouve dans le fuseau horaire Australie/Sydney. Rocky Point marque le flanc nord de la plage de Minnie Water,.